# Karl Gottlob Leisching

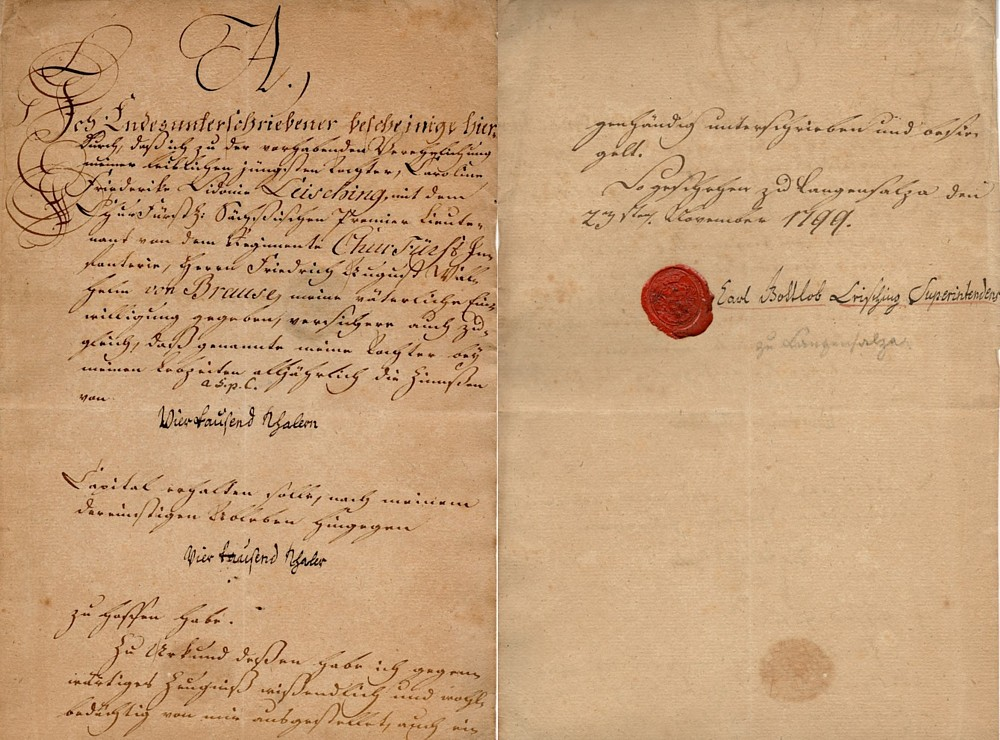
Carl Gottlob Leisching, Superintendent in Langensalza, Heiratsbescheinigung mit Unterschrift und Siegel. 23. November 1799.

Karl Gottlob Leisching (* 28. November 1725 in Crimmitschau; † 3. November 1806 in Langensalza) war ein deutscher lutherischer Geistlicher.

## Familie
Leisching wurde geboren als mittlerer von drei Söhnen des Pastors, späteren Diakons bei St. Stefani in Langensalza, Andreas Christian Leisching, und der Martha Maria Leisching geb. Schmidt.
Seine erste Ehe, geschlossen 1755 mit Johanne Christiane Ernesti, endete schon ein Jahr danach, da die junge Frau im Kindbett starb.
Am 23. August 1757 heiratete Leisching Dorothea Eva Caroline Kessel († 1782).
Aus dieser Ehe stammen die Kinder
- Karl Christian Leisching (1758–1810), Stadtgerichts-Aktuar und Rechtskonsulent in Langensalza,
- Charlotte Eva Friederike (* 1771), verheiratet mit dem Kreissekretär und Amts-Inspektor Karl August Scheube,
- Sidonie Friederike Caroline (* 1772), verheiratet mit dem sächsischen Offizier, später preußischen General Friedrich August Wilhelm von Brause.

Die dritte, 1783 mit Charlotte Auguste Sophie Dumpf geschlossene Ehe blieb anscheinend kinderlos.
Eine seiner Nichten war die deutsche Malerin und Zeichnerin Friederike Leisching, die durch ihre Porträts von Matthias Claudius und seiner Familie bekannt geworden ist. Zu seinen Ururenkeln gehören Eduard Leisching, Hermann Leisching und Julius Leisching.

## Leben und Werk
Leisching besuchte das Gymnasium in Schulpforta, wo er ein intimer Freund seines Vetters Klopstock wurde.
1758 wurde Leisching Nachfolger seines Vaters in Langensalza, wo er 1770 zum Superintendenten aufrückte. Er genoss weithin großes Ansehen. Von 1779 bis 1799 war er zusammen mit dem Novalis-Freund August Coelestin Just außerordentlicher Kommissar und Vertreter der v. Witzlebenschen Erbadministration an der Klosterschule Roßleben, danach war er bis zu seinem Tode deren Co-Inspektor.
Sein 50-jähriges Dienstjubiläum wurde in Langensalza mit großen Ehren gefeiert.
Er scheint bei aller berühmten Liebenswürdigkeit in religiösen Dingen immerhin ein streitbarer Herr gewesen zu sein: 1768 verfasste er eine Kampfschrift gegen Rousseaus Julie oder Die neue Heloise und Emile oder über die Erziehung unter dem Titel: Abhandlung von den natürlichen Kräften des Menschen in Absicht der Religion und Tugend gegen die Grundsätze des Herrn Rousseau, die er im folgenden Jahr bei Schneider (Langensalza) erscheinen ließ.
Eine Jugendschrift von ihm: De legibus naturae absolute necessariis war schon 1747 in Jena herausgekommen.
Seiner ist gedacht in dem Werke: Das gelehrte Teutschland oder Lexikon der jetzt lebenden teutschen Schriftsteller (von G. Chr. Hamberger, fortgesetzt von Joh. Georg Meusel. Lemgo 1783).